# Оглоблин, Фёдор Семёнович
Фёдор Семёнович Оглоблин (1912—1987) — советский работник, председатель ряда районных исполкомов Иркутской области, участник Великой Отечественной войны.

## Биография
Федор Семенович Оглоблин родился в 1912 году в деревне Оглобино Нижне-Илимского района Иркутской области. Свою трудовую деятельность Федор Семенович начал с 1922 года сначала крестьянином, затем грузчиком.
Член ВКП(б) с 1939 года. С 1941 по 1946 гг. находился в рядах Советской Армии, участвовал в боевых операциях против немецких войск в качестве командира стрелковой роты, был одно время офицером разведки полка.
С 1946 года — на партийной и советской работе: в 1947—1949 гг. председатель исполкома райсовета в селе Нижне-Илимском, затем слушатель областной партшколы. В 1952—1958 гг. — председатель исполкома райсовета в пос. Заярск, затем в пос. Братск.
С 1958 года на хозяйственной работе, а с 1970 года пенсионер.
Федор Семенович Оглоблин умер на 75-м году жизни в 1987 году.

### Награды
Федор Семенович Оглоблин был награждён орденом Отечественной войны двух степеней, медалями «За победу над Германией», «За трудовую доблесть», «За освоение целинных земель» и другими наградами.